# Кучинська Катерина Анатоліївна
Катерина Анатоліївна Кучинська (нар. 25 січня 1986) — білоруська футболістка та футзалістка, захисниця «Бобруйчанки».

## Життєпис
У 2007-2008 роках виступала у вищій лізі Росії за «СКА-Ростов-на-Дону». Бронзовий призер чемпіонату Росії 2008 року.
Потім грала в чемпіонаті Білорусі за «Бобруйчанку», стала чемпіонкою країни 2010 і 2011 років, володаркою Суперкубку Білорусі 2011 року. Брала участь в матчах Ліги чемпіонів. На початку 2012 року побувала на перегляді в російській «Дончанці». Сезону 2012 року провела в клубі «Університет» (Вітебськ), потім повернулася в «Бобруйчанку», з якої стала віце-чемпіонкою та фіналісткою Кубку Білорусі 2013 року.
У 2014 році виступала в Росії за клуб «Тріумф» (Брянськ/Фокіно). Учасниця фінального турніру чемпіонату Росії з пляжного футболу (5 матчів, 2 голи) та першої ліги з футзалу, визнана найкращим захисником команди.
З 2015 року знову грала за «Бобруйчанку», проте клуб більш не добивався успіхів у великому футболі.
В кінці 2010-их років грала за збірну Білорусі з пляжного футболу.